# 조소현
조소현(趙昭賢, 1988년 6월 24일~)은 대한민국의 여자 축구 선수로 현재 Wk리그의 수원 FC 위민에서 미드필더로 활동하고 있다.

## 클럽 경력

### 수원시설관리공단
조소현은 설봉중학교, 현대고등학교, 여주대학교를 졸업했으며 2008년 11월 7일에 열린 WK리그 드래프트에서 1순위로 지명되어 수원시설관리공단에 입단했다. 당시 수원시설관리공단은 2008년에 창단한 신생 여자 축구단이었기 때문에 2명을 우선 지명할 수 있었는데 조소현과 같은 여주대학교 동문인 전가을 또한 2순위로 지명되어 수원시설관리공단에 입단하게 된다. 조소현은 2010 시즌에서 전가을, 심서연과 함께 수원시설관리공단의 핵심 멤버로 자리잡았고 수원시설관리공단의 2010 WK리그 정규 리그 준우승, 2010 WK리그 챔피언 결정전 우승, 2010년 전국여자축구선수권대회 우승에 기여했다.

### 인천 현대제철 레드엔젤스
조소현은 2011년에 전가을과 함께 인천 현대제철 레드엔젤스로 이적했으며 2011 시즌에서 인천 현대제철 레드엔젤스의 2011 WK리그 정규 리그 준우승, 2011 WK리그 챔피언 결정전 준우승에 기여했다. 2012 시즌에서는 인천 현대제철 레드엔젤스의 WK리그 정규 리그 준우승, 전국여자축구선수권대회 우승에 기여했다.
조소현은 2013·2014·2015 시즌에서 인천 현대제철 레드엔젤스의 WK리그 정규 리그 3회 연속 우승, WK리그 챔피언 결정전 3회 연속 우승에 기여했으며 2015년에는 인천 현대제철 레드엔젤스의 전국여자축구선수권대회 우승에 기여했다. 2017 WK리그 시즌에서 27경기에 출전하여 3골, 2도움을 기록하여 인천 현대제철 레드엔젤스의 정규 리그 우승, WK리그 챔피언 결정전 우승에 기여했다. 특히 화천 KSPO 여자 축구단과의 챔피언 결정전 2차전에서 2골을 기록하여 팀의 3-0 승리에 기여했다.

### INAC 고베 레오네사
조소현은 2016년 1월 29일에 일본 여자 축구 리그 소속 여자 축구 클럽인 INAC 고베 레오네사에 1년 동안 임대되었다. 조소현은 2016년 3월 26일에 열린 코노미야 스페란차 오사카 다카쓰키와의 경기에서 데뷔했는데 INAC 고베 레오네사는 코노미야 스페란차 오사카 다카쓰키에 3-1 승리를 기록했다. 조소현은 2016년 6월 11일에 열린 코노미야 스페란차 오사카 다카쓰키와의 나데시코 리그컵 원정 경기에서 2골을 기록하면서 팀의 6-0 승리에 기여했다.
조소현은 2016년 12월 25일에 열린 알비렉스 니가타 레이디스와의 황후배 전일본 여자 축구 선수권 대회 결승전 경기에 출전했다. 조소현은 연장전까지 0-0으로 끝난 상황에서 들어간 승부차기를 성공시키면서 팀의 5-4 승리에 기여했고 INAC 고베 레오네사는 통산 6번째 황후배 우승을 차지했다. 조소현은 2016 일본 여자 축구 시즌에서 27경기에 출전하여 2골을 기록했으며 2017년 1월 12일을 기해 원래 소속 팀인 인천 현대제철 레드엔젤스로 복귀했다.

### 아발스네스 IL
조소현은 2018년 2월 7일에 노르웨이 톱세리엔 소속 여자 축구 클럽인 아발스네스와 1년 계약을 체결하면서 대한민국의 여자 축구 선수로는 최초로 노르웨이 여자 축구 리그에서 활동했다. 조소현은 2018년 4월 22일에 열린 볼레렝아와의 경기에 처음 출전했으나 아발스네스는 볼레렝아에 0-3 패배를 기록했다.
조소현은 2017-18년 UEFA 여자 챔피언스리그 예선 라운드에서 아발스네스의 32강전 진출에 기여했는데 아발스네스는 바르셀로나와의 32강전 경기에서 1·2차전 합계 0-6 패배(1차전 0-4 패배, 2차전 0-2 패배)를 기록하면서 탈락했다. 조소현은 2018 톱세리엔 시즌에서 22경기에 출전하여 1골을 기록했다.

### 웨스트햄 유나이티드
조소현은 2018년 12월 29일에 잉글랜드 FA 여자 슈퍼리그 소속 여자 축구 클럽인 웨스트햄 유나이티드와의 계약을 체결했다. 조소현은 2019년 1월 13일에 클럽의 공식 웹사이트를 통해 "나는 언제나 잉글랜드에서 뛰는 것이 소망이었기 때문에 지금은 나에게 매우 신나는 시간입니다. 웨스트햄 유나이티드와 같이 오랜 역사를 가진 빅클럽과 계약한다는 것은 빅리그를 더욱 특별하게 만듭니다."라고 밝혔다.
조소현은 2019년 1월 13일에 열린 맨체스터 시티와의 FA 여자 슈퍼리그 홈 경기에서 후반전 15분에 교체 투입되면서 데뷔했는데 팀은 맨체스터 시티에 1-3 패배를 기록했다. 조소현은 2019년 2월 3일에 열린 블랙번 로버스와의 FA 여자컵 32강전 경기에 처음 출전했는데 웨스트햄 유나이티드는 블랙번 로버스에 3-1 승리를 기록했다. 2019년 2월 17일에 열린 허더즈필드 타운과의 FA 여자컵 16강전 경기에서는 골대를 맞추는 슈팅을 날렸을 정도로 팀의 8-1 승리에 기여했다.
조소현은 2019년 2월 20일에 열린 레딩과의 FA 여자 슈퍼리그 원정 경기에서 도움 2개를 기록하면서 팀의 2-1 승리에 기여했다. 2019년 4월 14일에 열린 레딩과의 경기에서는 연장전까지 1-1 동점으로 끝난 이후에 들어간 승부차기를 성공시키면서 팀의 승부차기 4-3 승리에 기여하면서 사상 첫 FA 여자컵 결승전 진출에 기여했다. 조소현은 맨체스터 시티와의 FA 여자컵 결승전 경기에 출전했으나 웨스트햄 유나이티드는 맨체스터 시티에 0-3 패배를 기록하면서 준우승을 차지했다. 조소현은 2020년 7월 6일에 웨스트햄 유나이티드와 2년 동안의 계약을 새로 체결했다.

## 국가대표팀 경력
조소현은 2007년 7월 1일에 괌에서 열린 중화 타이베이와의 2008년 동아시아 여자 축구 선수권 대회 예선 경기에 처음 출전하면서 대한민국 여자 축구 국가대표팀 선수로 데뷔했으며 2011년부터 대한민국 여자 축구 국가대표팀의 주장을 역임했다. 세르비아 베오그라드에서 개최된 2009년 하계 유니버시아드에서는 대한민국의 여자 축구 금메달에 기여했고 대한민국 인천에서 개최된 2014년 아시안 게임에서는 대한민국의 여자 축구 동메달에 기여했다.
조소현은 캐나다에서 개최된 2015년 FIFA 여자 월드컵에 참가한 대한민국 여자 축구 국가대표팀의 주장을 맡으면서 대한민국의 16강전 진출에 기여했다. 특히 스페인과의 조별 예선 3차전 경기에서는 대한민국이 0-1로 뒤지고 있던 상황에서 강유미가 올린 크로스를 헤딩 동점골로 연결시키면서 대한민국의 2-1 승리에 기여했다. 이러한 공로를 인정받아 2015년에 열린 대한축구협회 시상식에서 올해의 여자 선수상을 수상하는 영예를 안았다. 조소현은 2015년 8월 4일에 중국 우한에서 열린 일본과의 2015년 EAFF 여자 동아시안컵 경기에서 중원에서 시작된 단독 드리블을 동점골로 연결시키면서 대한민국의 2-1 승리에 기여했다.
조소현은 2017년 4월 3일부터 4월 11일까지 조선민주주의인민공화국 평양에서 열린 2018년 AFC 여자 아시안컵 예선에 참가하여 대한민국의 2018년 AFC 여자 아시안컵 본선 진출에 기여했다. 특히 우즈베키스탄과의 예선 경기에서는 대한민국 여자 축구 국가대표팀 선수로는 3번째로 A매치 100경기에 출전하는 기록을 수립했다.
조소현은 요르단에서 개최된 2018년 AFC 여자 아시안컵 본선에서 베트남과의 조별 예선 경기에서 1골, 필리핀과의 5·6위전 경기에서 2골을 기록하면서 대한민국의 2019년 FIFA 여자 월드컵 본선 진출에 기여했다. 인도네시아 자카르타·팔렘방에서 개최된 2018년 아시안 게임에서는 대한민국의 여자 축구 동메달에 기여했다.
조소현은 프랑스에서 개최된 2019년 FIFA 여자 월드컵에 참가한 대한민국 여자 축구 국가대표팀의 주장을 맡았으나 대한민국은 조별 예선에서 3패(프랑스전 0-4 패배, 나이지리아전 0-2 패배, 노르웨이전 1-2 패배)를 기록하면서 탈락했다. 하지만 축구 분석 사이트인 트웰브 풋볼(Twelve Football)의 통계에 따르면 조소현은 대한민국 여자 축구 국가대표팀이 나이지리아와의 조별 리그 2차전 경기에서 패배했음에도 불구하고 최고의 활약을 기록한 선수로 기록되었다.

## 수상 내역

### 클럽
인천 현대제철 레드엔젤스
- WK리그 4회 우승 (2013, 2014, 2015, 2017), 1회 준우승 (2012)

INAC 고베 레오네사
- 황후배 전일본 여자 축구 선수권 대회 1회 우승 (2016)

웨스트햄 유나이티드
- FA 여자컵 1회 준우승 (2018-19)

### 국가대표
- 2009년 베오그라드 하계 유니버시아드 여자 축구 금메달
- 2014년 인천 아시안 게임 여자 축구 동메달
- 2015년 EAFF 여자 동아시안컵 준우승
- 2018년 자카르타-팔렘방 아시안 게임 여자 축구 동메달
- 2019년 중국 4개국 친선 여자 축구 대회 준우승
- 2019년 EAFF 여자 동아시안컵 준우승

- 2015년 대한축구협회 선정 올해의 여자 선수 수상
- 2018-19 FA 여자컵 준결승전 MVP 선정[37]